# Fernando Pérez de Camino
Fernando Pérez de Camino y Posadillo (Santander, 23 de noviembre de 1852-9 de enero de 1901) fue un pintor paisajista español, alumno de Carlos de Haes. Es conocido por su actividad como escritor y su amistad con José María de Pereda.

## Biografía

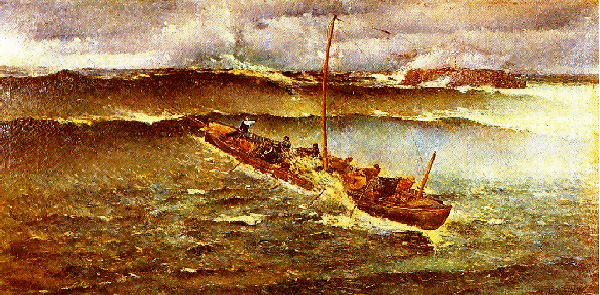
¡Jesús y adentro!. Esta expresión era la plegaria, que con temporal en el Mar Cantábrico, decían los pescadores santanderinos en el instante mismo de pasar "El Puntal", barra de arena que cierra la bahía de Santander.

Hijo de Antonia Posadillo y Posadillo y de Francisco Pérez de Camino García de Villa, Fernando se doctoró en medicina pero no llegaría a ejercer la profesión dada su holgada situación económica y su pasión por la pintura dentro del círculo reunido por Haes. 
En la Exposición Nacional de Bellas Artes de 1892 ganó una tercera medalla por su obra La Señal (1892) (depositado en el palacio episcopal de Palencia).
Algunos de sus paisajes y marinas de ambiente cantábrico fueron donadas por el pintor al Museo de Bellas Artes de Santander, entre ellas Playa de Portugalete y Paisaje de Liérganes. En 1889 publicó junto a Victoriano Polanco el álbum La Montaña, una colección de dibujos que recogía ambientes de Cantabria. En el mundo literario debutó con su obra Marinucas, en 1894. En 1896 escribió "El Cabo Pérez" (en que contaba sus experiencias en el servicio militar para el ejército de caballería). Casado con Ermitas Sánchez de Movellán y Becerra, no tuvieron descendencia.
Tal vez su cuadro más conocido sea ¡Jesús y adentro!, que el pinto regaló al escritor José María de Pereda, y que ilustra la salvación de la trainera de Reñales que pilota Andrés, personajes ambos de su novela Sotileza, frente a la conocida como Galerna del Sábado de Gloria.

## Notas

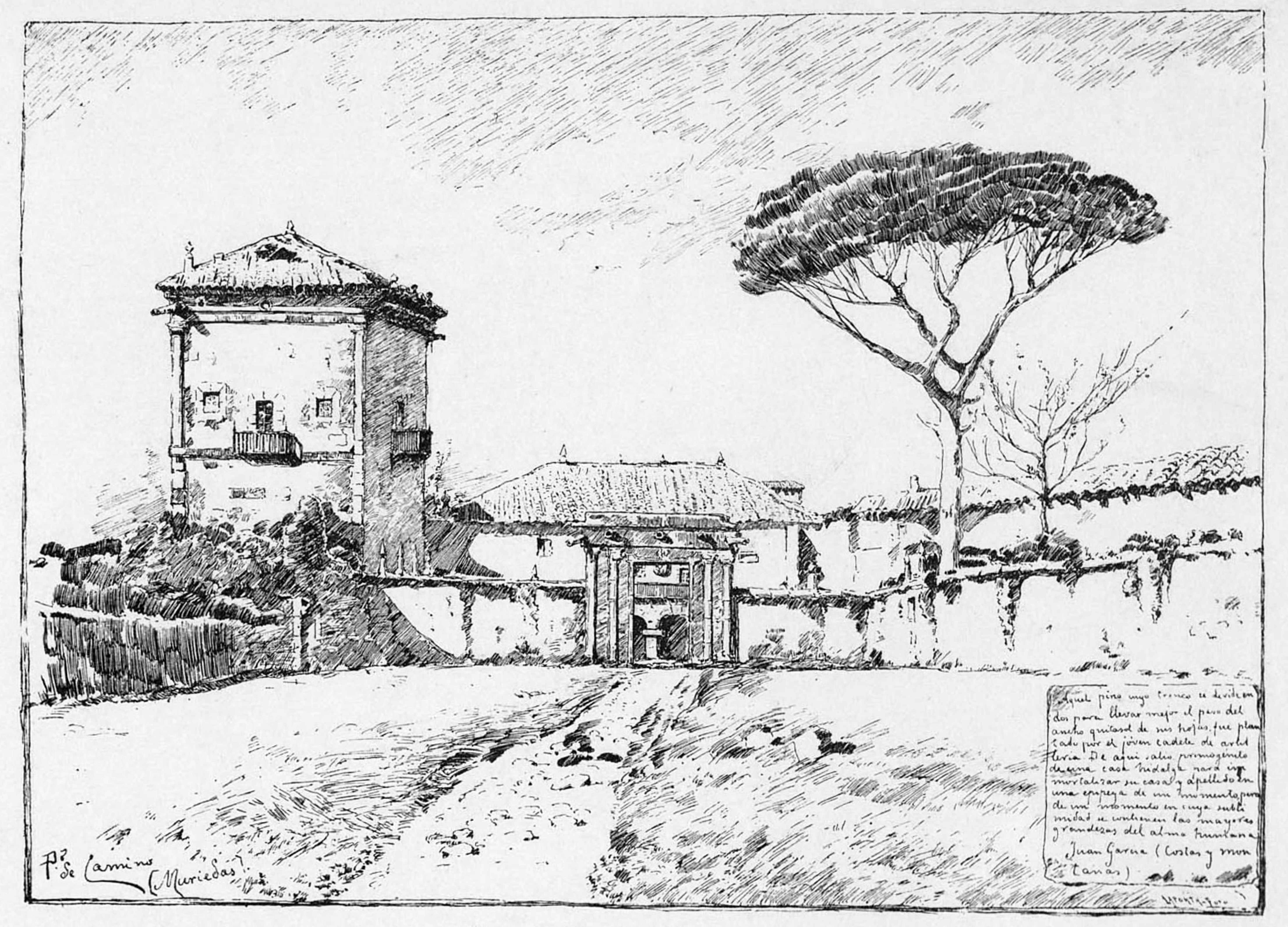
«Recuerdo de D. Pedro Velarde». Vista de Muriedas (La Montaña, 1889)